# صناعة المعادن النادرة في الصين

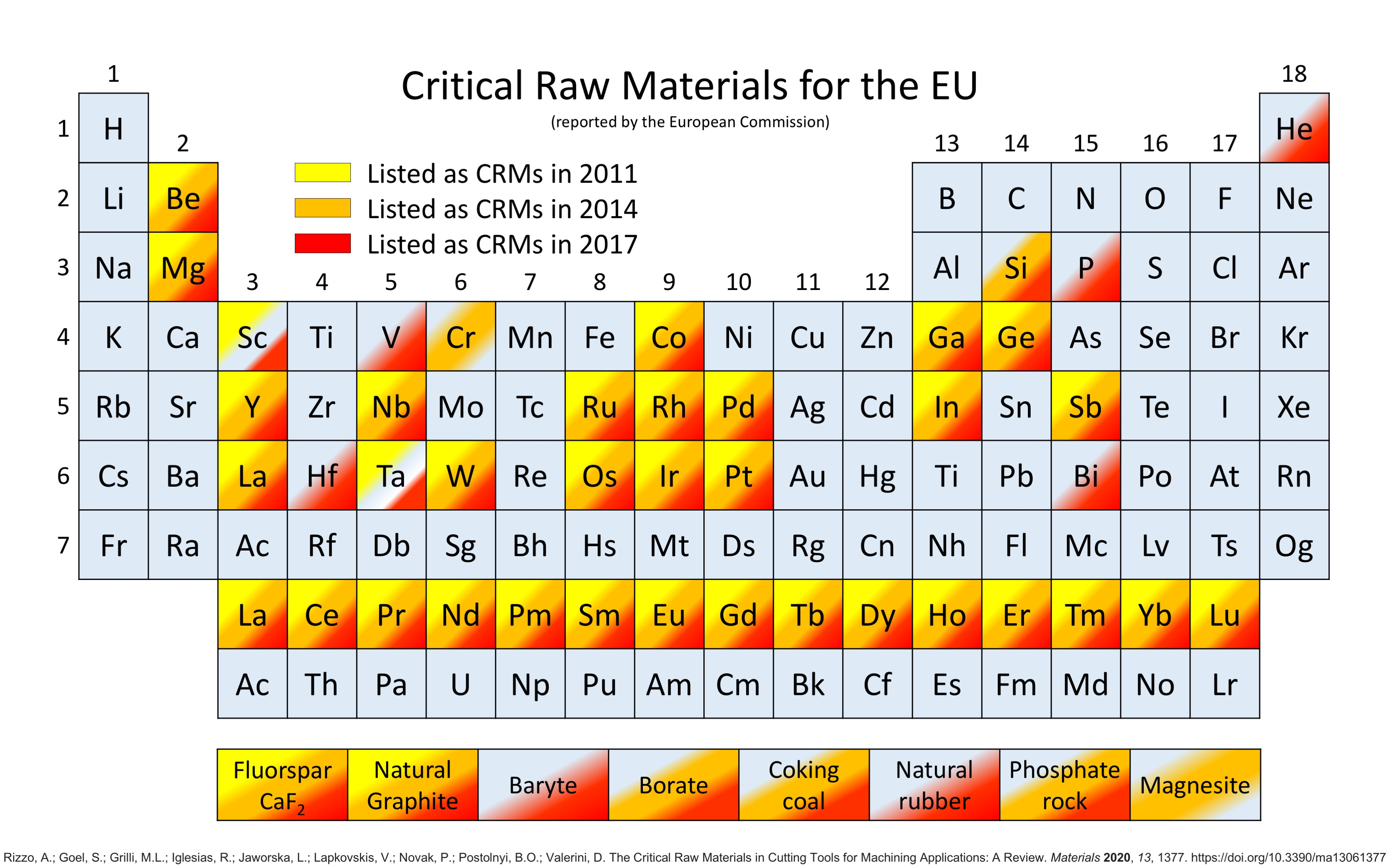

صناعة المعادن النادرة في الصين هي صناعة كبيرة. العناصر الأرضية النادرة هي مجموعة من العناصر الموجودة في الجدول الدوري ولها خصائص متشابهة. تُستخدم المعادن الأرضية النادرة في تصنيع التقنيات بما في ذلك المركبات الكهربائية (EVs)، وطواحين الهواء، والإلكترونيات الاستهلاكية، وغيرها من تقنيات الطاقة النظيفة. تعتبر العناصر الأرضية النادرة مهمة أيضًا للحكومات الوطنية لأنها تستخدم في صناعة الدفاع. فرضت الصين قيود على تصدير بعض العناصر الأرضية النادرة وحظرت تصدير تكنولوجيا معالجة العناصر الأرضية النادرة. في الوقت الحاضر، تمثل الصين ما يزيد على 95 % من إنتاج العالم من المعادن النادرة.

## تاريخها
عام 1927 تم اكتشاف العناصر الأرضية النادرة وبدأ الإنتاج على نطاق صغير من التركيزات في وقت مبكر من عام 1958، ولكن الحكومة لم تكن مهتمة بإمكانات هذه العناصر على نطاق واسع حتى الثمانينيات والتسعينيات.
في الصين، يعتبر شو غوانغشيان الأب المؤسس لصناعة المعادن الأرضية النادرة في الصين. كان شو قوانغشيان رائد في مجال أبحاث العناصر الأرضية النادرة، وعاد إلى جامعة بكين في الصين بعد تخرجه من جامعة كولومبيا. عام 1980 انضم كعضو إلى الأكاديمية الصينية للعلوم. وبعد سنوات أنشأ مختبر الدولة الرئيسي لكيمياء المواد الأرضية النادرة وتطبيقاتها لإجراء الأبحاث حول هذه العناصر. واصل شو تولي مناصب مهمة في المجتمع العلمي مثل مدير في مؤسسة العلوم الطبيعية الوطنية في الصين، ورئيس الجمعية الكيميائية الصينية، ونائب رئيس الجمعية الصينية للعناصر الأرضية النادرة. لاحقا وفي العقد الأول من القرن الحادي والعشرين، كان لشو أيضا تأثير كبير في إقناع الحكومة بتبني حصص التصدير لأنه رأى الإمكانات الهائلة التي تتمتع بها المعادن النادرة في قطاع التكنولوجيا وأراد الاحتفاظ بهذه الموارد الثمينة داخل الصين. أيضا عام 1980 تم إنشاء الجمعية الصينية للأتربة النادرة وبعد 5 سنوات فقط، تم إنشاء مركز معلومات الصين للأتربة النادرة (CREIC).
كانت الأداة السياسية الرئيسية وراء النمو الكبير لصناعة المعادن النادرة في الثمانينيات من القرن العشرين هي نظام الخصم على الصادرات في الصين، والذي قدم ائتمان ضريبي يصل إلى 17% لمنتجات المعادن النادرة.: 4 ومن خلال هذه الأداة السياسية، سعت الحكومة إلى جذب منتجين محليين جدد وتحفيز الإنتاج (وكذلك زيادة احتياطيات الصين من النقد الأجنبي).: 4 زاد الدعم الحكومي عام 1986 مع البرنامج المعروف باسم البرنامج 863 والذي يدعو إلى تقدم البلاد من خلال الاختراق التكنولوجي وزيادة الأبحاث لدفع البلاد إلى الأمام اقتصاديًا واستراتيجيًا. تم إنشاء برنامج آخر مهم وهو برنامج 973 كبرنامج بحثي أساسي للاستفادة من العلوم لتطوير صناعة العناصر الأرضية النادرة. خلال هذه الفترة، ضخت الحكومة التمويل اللازم للموارد والمعرفة التي كانت ضرورية لإنشاء الصناعة.
وكان شكل آخر من أشكال الدعم الحكومي هو تشجيع الشركات الصينية المتخصصة في المعادن الأرضية النادرة على الشراكة مع صناعات المعادن الأرضية النادرة من بلدان أخرى. عام 1979،عملت شركة Inoue Japax Research اليابانية مع الصين للقيام بأبحاث تتعلق بتحليل الخام، وتجهيز الخام، وتطبيق المنتج. في عام 1989، أقامت شركة Ke Ning Da Industry في نينغبو، الصين شراكة مع شركة Tredas International الأمريكية لتصنيع 40 طنًا من المغناطيس. توسعت شبكة المعادن الأرضية النادرة الصينية في وقت لاحق لتشمل العلاقات مع كندا ودول إضافية من الغرب. وبفضل دعمها السياسي، أصبحت الصين أكبر مورد للمعادن النادرة في العالم خلال فترة قصيرة نسبيا من الزمن.: 4 
في العقد الأول من القرن الحادي والعشرين، بدأت الصين في تقييد الصناعة انطلاقا من رغبتها في السيطرة على الاستثمار الأجنبي في الصناعات الاستراتيجية، وانخفضت صادرات المعادن النادرة.: 5 مع ارتفاع أسعار المعادن النادرة بسبب تقييد التصدير، قام المجرمون المنظمون بتطوير العديد من المناجم غير القانونية للاستفادة من التجارة. إن التهريب الذي تقوم به الجماعات الإجرامية المنظمة يضر بصناعة المعادن النادرة في الصين لأنه يؤدي إلى استنزاف الموارد بسرعة وانخفاض الأسعار ويسبب مشاكل في العرض للمنتجين المحليين. وتشير التقديرات إلى أن ثلث الصادرات أو 20 ألف طن في عام 2008 تم تصديرها بشكل غير قانوني من الصين.
وبسبب القيود الصينية على التصدير والاعتماد الكبير للدول الأجنبية على المصادر الصينية، تتواصل الجهود لإعادة تشغيل صناعات المعادن النادرة في دول أخرى والضغط على الدول ذات الصناعة المكثفة، مثل اليابان، للحصول على المعادن النادرة من أماكن أخرى. الشركات غير الصينية التي ستستفيد من زيادة الطلب هي شركة Lynas Corporation وشركة Alkane Resources الأسترالية. ستقوم شركة موليكورب بإعادة تشغيل منجم ماونتن باس في كاليفورنيا والذي تم إغلاقه منذ عام 2002 بسبب المنافسة الشديدة من الصين.
أفادت التقارير أن السلطات في الصين ستنشئ مجموعة صناعية تسمى رابطة صناعة المعادن النادرة في الصين لتنسيق الأسعار بشكل جماعي مع المشترين الأجانب. وسيكون وانج كايفينج رئيسًا لهذه المجموعة الصناعية، والتي من المتوقع تأسيسها رسميًا في مايو 2011.
عام 2016 أصدرت الحكومة المركزية الصينية خطة التنمية الثانية لصناعة المعادن النادرة (2016-2020) والتي حددت أهداف الصناعة المصممة للمساهمة في تحقيق الخطة الخمسية الثالثة عشرة.: 6 وأكدت الخطة على الحاجة إلى الابتكار والنمو الموجه نحو السوق وتوحيد الصناعة وإدارة الموارد ومواصلة تطوير المعايير البيئية وزيادة تطبيقات المعادن النادرة في القطاعات الاقتصادية الاستراتيجية وتطوير سلاسل توريد جديدة للأسواق المحلية والأجنبية.: 6 حددت الخطة الوطنية للموارد المعدنية (2016-2020) لأول مرة فئة من 24 معدنًا استراتيجيًا تعتبرها الحكومة المركزية ضرورية للأمن الوطني والاقتصادي للصين ولنمو الصناعات الناشئة؛ وتضمنت قائمة المعادن الاستراتيجية المعادن الرئيسية اللازمة للتكنولوجيا الخضراء. : 8 
بالنسبة لفترة الخطة الخمسية الرابعة عشرة، تناولت الحكومة المركزية خطط صناعة المعادن النادرة كجزء من صناعة المواد الخام الأوسع، والتي تصفها الحكومة بأنها "الأساس للاقتصاد الحقيقي".: 6–7 تم إصدار خطة تطوير صناعة المواد الخام عام 2021 وسلطت الضوء على تأمين سلسلة التوريد وتوسيع الأسواق الأجنبية ودعم التحولات الخضراء والرقمية.: 7 وتركز الخطة أيضًا على تعزيز التوحيد في الصناعة بحيث يكون هناك عدد أقل من شركات المعادن النادرة ولكن أكثر قدرة على المنافسة. : 7 
عام 2023 فرضت الصين قيود على تصدير الجرمانيوم والغاليوم، وحظرت تصدير بعض تقنيات معالجة المعادن النادرة.

## الشركات الكبرى ومنظمات الأبحاث الحكومية
تُهيمن على صناعة المعادن الأرضية النادرة في الصين شركات محلية مملوكة للدولة، وشركات خاصة، وشركات حكومية مركزية.
في شمال الصين، تُهيمن شركة باوتو ستيل للمعدن الأرضي النادر عالي التقنية [الإنجليزية] في منغوليا الداخلية على هذه الصناعة. أما في جنوب الصين، فتُعد شركة تشاينا مينميتالز اللاعب المهيمن في المنطقة. ومن بين اللاعبين الرئيسيين الآخرين شركة الألومنيوم الصينية المحدودة وشركة الصين لتعدين المعادن غير الحديدية.
أعلنت الصين [متى؟] عن تأسيس تكتل جديد، مجموعة الصين للمعادن الأرضية النادرة، والذي تأسس من اندماج شركات وفروع، بما في ذلك شركة تشاينا مينميتالز، وشركة الألومنيوم الصينية المحدودة، ومجموعة قانتشو للمعادن الأرضية النادرة، وغيرها.
لدى الصين منشأتان بحثيتان حكوميتان تُقدمان أبحاثًا متخصصة في العناصر الأرضية النادرة. وهما المختبر الرئيسي الحكومي لكيمياء وتطبيقات المواد الأرضية النادرة، المرتبط في جامعة بكين، والمختبر الرئيسي الحكومي لاستغلال موارد الأرض النادرة الواقع في تشانغتشون، مقاطعة جيلين.
كما تمتلك صناعة العناصر الأرضية النادرة الصينية مجلتين تنشران أبحاث في المعادن الأرضية النادرة. وهما مجلة العناصر الأرضية النادرة (بالإنجليزية: Journal of Rare Earth)‏ ومجلة معلومات العناصر الأرضية النادرة الصينية (بالإنجليزية: China Rare Earth Information  Journal)‏ (CREI). تُنشر هاتان المجلتان من قِبل الجمعية الصينية للعناصر الأرضية النادرة التي أسسها باحثون صينيون في مجال العناصر الأرضية النادرة عام 1980.

## التداعيات السياسية
من عام 2000 إلى 2009، زاد إنتاج الصين من العناصر الأرضية النادرة بنسبة 77 % إلى 129000 طن بينما انخفض الإنتاج من الاحتياطيات الأخرى إلى حوالي 3000 طن. أغلقت شركات التعدين الأمريكية الكبيرة مثل موليكورب بسبب مزيج من وفرة العناصر الأرضية النادرة في الصين وقدراتها على الإنتاج وتكلفة العمالة واللوائح البيئية الصارمة خلال عهد نيكسون. مع انخفاض مجموعة المنافسين، أعطت قبضة الصين على هذه العناصر الكثير من القوة في توزيع هذه السلع. أعلنت الحكومة أن هذه العناصر سلعة محمية واستراتيجية في عام 1990. كان لهذا القرار تأثير كبير على الصناعات الأجنبية التي دخلت في شراكة مع الصين. لم يعد بإمكان المستثمرين الأجانب العمل مع العناصر الأرضية النادرة إلا عند الشراكة مع الشركات الصينية. اكتسبت لجنة الدولة للتنمية والتخطيط السلطة حيث احتاجت جميع المشاريع إلى موافقتها. تم فرض حصص الإنتاج على عمال المناجم، وفي كثير من الأحيان يتم تجاوز الحصص بسبب التعدين غير القانوني من قبل الأشخاص الذين ليس لديهم تراخيص.
تمكنت الحكومة الصينية أيضًا من استخدام هذه العناصر الأرضية النادرة كوسيلة لممارسة السلطة على الدول الأخرى. ومع وصول مستويات الإنتاج إلى أعلى مستوياتها على الإطلاق وإعلان الصين حماية العناصر الأرضية النادرة، فرضت الحكومة لوائح صارمة على الصادرات. حاليًا، تتحمل وزارة التجارة مسؤولية تحديد حصص المنتجين المحليين والمنتجين الأجانب في المشاريع المشتركة. عام 2015، كان بإمكان 20 منتج محلي مختار تصدير العناصر وكانت حصة التصدير 35000 طن إجماليا لكل من المنتجين المحليين والمنتجين في المشاريع المشتركة. أثارت هذه الأرقام المتناقصة قلق الدول الأخرى لأنها تعتمد على الصين في توريد العناصر الأرضية النادرة. إذا قطعت الصين الصادرات، فستكون النتائج على قطاع التكنولوجيا كارثية. حدث هذا مؤقتًا في عام 2010 عندما كانت الصين في حالة توتر مع اليابان بسبب نزاع بحري. أوقفوا جميع صادراتهم إلى اليابان [الإنجليزية] وخفضوا صادراتهم من 40 % إلى 30 %.
لأن الصين كانت أكبر مورد في العالم للمعادن النادرة في الوقت الذي فرضت فيه قيود التصدير في العقد الأول من القرن الحادي والعشرين، فقد أدت سياساتها إلى اضطراب كبير في العرض العالمي وزيادات كبيرة في الأسعار.(ص.5) ردًا على ذلك، رفعت الولايات المتحدة والاتحاد الأوروبي واليابان قضية ضد الصين في منظمة التجارة العالمية عام 2012.(ص.5) وزعموا أن ضوابط التصدير الصينية تدعم بشكل فعال الصناعات اللاحقة التي تعتمد على المعادن النادرة (مثل الفولاذ والطاقة الكهروضوئية وأشباه الموصلات) من خلال الحفاظ على انخفاض المدخلات.(ص.5) حكمت منظمة التجارة العالمية ضد الصين، وقررت أن ضوابط التصدير الخاصة بها غير مبررة وفقًا للاستثناءات التي ادعت الصين أنها فرضتها.(ص.5)  امتثلت الصين للحكم، مما دفع أيضًا إلى زيادة تنسيق السياسات من قبل الوزارات المركزية ووفر الزخم لمزيد من الإصلاح المحلي.(ص.5)
صناعة المعادن النادرة في الصين لها أهمية بالنسبة للولايات المتحدة وبقية العالم اليوم بسبب الطلب المتزايد على المنتجات التقنية. سيدفع تحول شركة تسلا إلى محرك مغناطيسي لسيارتها موديل 3 طويلة المدى مبيعات النيوديميوم إلى أعلى مستوياتها. وبسبب حصة التصدير، ترتفع أسعار المعادن النادرة. تبلغ التكلفة الحالية للكيلوغرام الواحد من النيوديميوم 70 دولار أمريكي. ومع ذلك، من المتوقع أن تزيد حيث لم يتم تلبية 3300 طن من أصل 31700 طن من الطلب العالمي عام 2017، ومن المتوقع أن يرتفع الطلب إلى حوالي 39000 طن بحلول عام 2019. لذلك، سيتعين على الدول إيجاد طرق لتقليل استخدام المعادن النادرة، أو استخراجها بنفسها، أو دفع أسعار متزايدة باستمرار.
بالإضافة إلى ذلك، تلعب العلاقات السياسية عاملاً كبيرًا في توزيع هذه السلع. عام 2018، اقترح الرئيس الأمريكي دونالد ترامب فرض رسوم جمركية على المنتجات التقنية المستوردة من الصين. وردّت الصين على لفور بفرض رسوم جمركية على السلع الأمريكية. لو فرضت الصين عقوبات على هذه العناصر، كما حدث مع اليابان عام 2010، لكان قطاع التكنولوجيا الأمريكي قد تضرر بشدة. تحصل شركات أمريكية مثل آبل وبوينغ على المواد والعمالة من الصين، ويأتي جزء كبير من أرباحها من السوق الصينية الكبيرة.

## التأثيرات البيئية
أوقفت الولايات المتحدة عمليات التعدين بشكل جزئي بسبب التلوث الهائل الناجم عن ممارسات استخراج هذه المعادن النادرة. ومع ذلك، وبصفتها المنتج الرئيسي في العالم، لم تتردد الصين، بل زادت مستويات إنتاجها. المدن الرئيسية التي استُخرجت منها المعادن النادرة هي شاندونغ، ومنغوليا الداخلية، وسيتشوان، وجيانغشي، وغوانغدونغ، وفوجيان، وهونان، وقوانغشي. وقد تسبب هذا في أضرار دائمة للقرى المحيطة بالمصانع.
وتم تصريف مياه الصرف الصحي الناتجة عن المصانع في البرك والأنهار المجاورة. ووفق لروايات أحد سكان بايان أوبو، وهي مركز إنتاج رئيسي، "قبل بناء المصانع، لم تكن هناك سوى حقول هنا على مد البصر. وبدلًا من هذه الرواسب المشعة، كان هناك بطيخ وباذنجان وطماطم". وخلال ثمانينيات القرن الماضي، "كانت النباتات تنمو بشكل سيء. كانت تزهر بشكل جيد، ولكن في بعض الأحيان لم تكن تُثمر أو كانت صغيرة أو كانت رائحتها كريهة". في القرى القريبة من بايان أوبو، غادر العديد من المزارعين لأن المحاصيل والثروة الحيوانية لم تعد قادرة على البقاء، وتأثر المزارعون المتبقون بمشاكل صحية.
السبب في كون تعدين المعادن النادرة ضار للغاية هو انخفاض تركيزات العناصر في الخامات. لذلك، يجب على المصانع استخدام تقنيات فصل وتكرير مختلفة مثل المسارات الحمضية والاستخلاص مما يضر بالبيئة. كانت الملوثات الرئيسية هي انبعاثات HF وH2SO4 وSO2 وNH3.
كجزء من جهودها التنظيمية للحد من الضرر البيئي الناجم عن تعدين المعادن النادرة، أصدرت الحكومة المركزية أول خطة تنمية لصناعة المعادن النادرة (2009-2015).(ص.5) وزادت اللوائح على الصادرات وأنشطة التعدين وفرضت التزامات بيئية محددة.(ص.5) وشملت الجهود السياسية الأخرى عند إصدار الخطة سياسات تهدف إلى دعم التصنيع النهائي ذي القيمة المضافة الأكثر استدامة.(ص.5)
أظهرت تقنيات التعدين الكهروحركية الجديدة على نطاق صناعي والتي تم تطويرها في معهد قوانغتشو للكيمياء الجيولوجية في الصين انخفاض كبير في استخدام عوامل التبييض ومدة وقت التعدين، مع تأكيد المراقبة البيئية على انخفاض انبعاثات الأمونيوم بنسبة 95٪، بينما تكون فعالة بنسبة 95٪ في استخراج العناصر الأرضية النادرة من موقع تعدين معين مقارنة بكفاءة 40% إلى 60٪ لتقنيات التعدين التقليدية.